# Lisseurytoma
Lisseurytoma is een geslacht van vliesvleugeligen uit de familie Pteromalidae. De wetenschappelijke naam van dit geslacht is voor het eerst geldig gepubliceerd in 1913 door Cameron.

## Soorten
Het geslacht Lisseurytoma omvat de volgende soorten:
- Lisseurytoma decorata Ferrière, 1947
- Lisseurytoma violaceitincta Cameron, 1912